# 잡년 행진

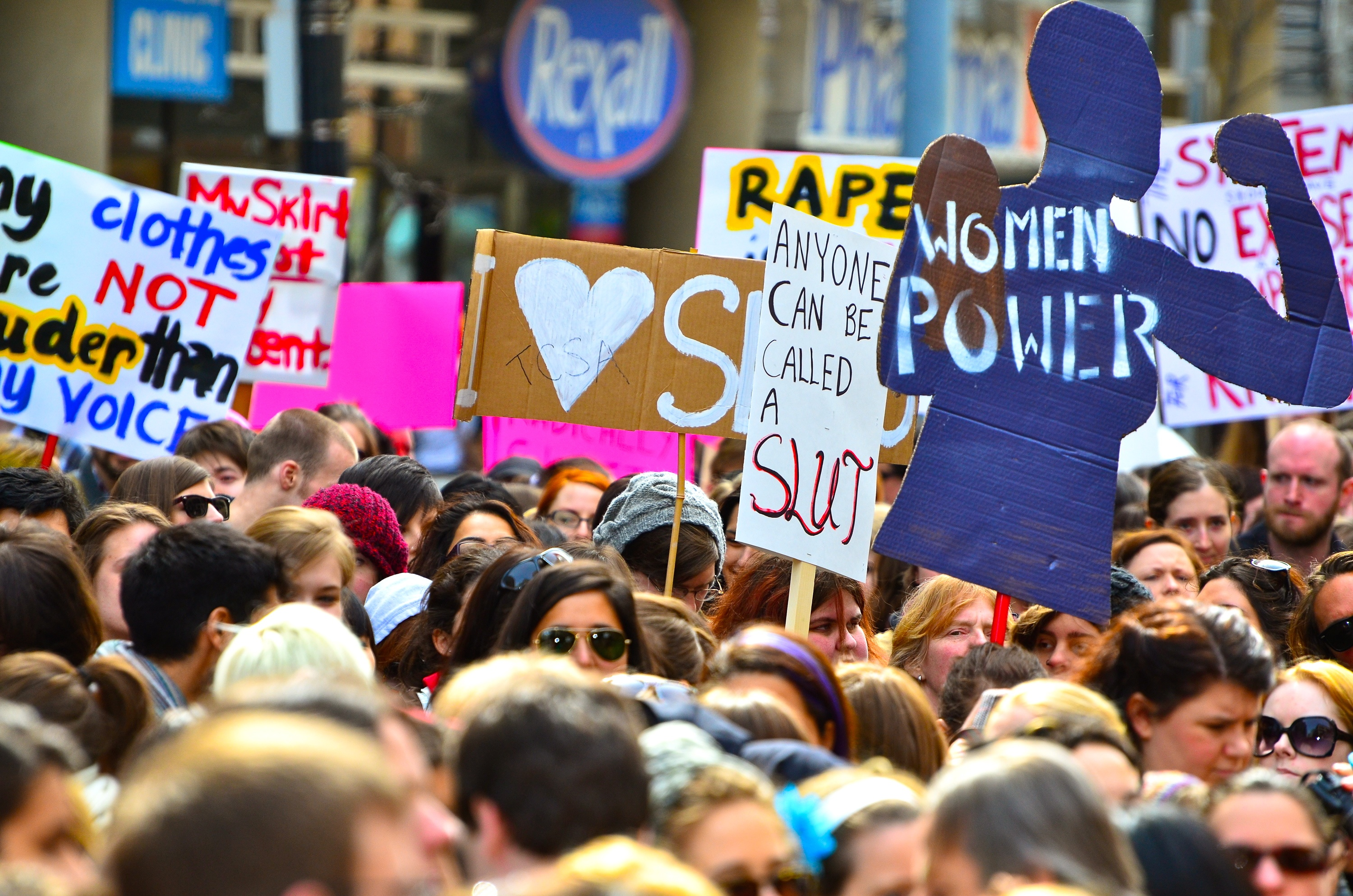
최초의 슬럿워크, 2011년 4월 3일 토론토

잡년행진(슬럿워크, SlutWalk)은 여성들이 소위 '야한' 옷을 입고 거리를 행진하는 시위 행위이다.

## 역사
'슬럿워크'(Slut Walk) 운동은 2011년 4월 3일에 캐나다 토론토에서 시작되어 세계적으로 확산된 시위 행진이다. 이는 "성폭력의 피해자가 되지 않으려면 여성은 헤픈 여자(Slut) 같은 옷차림을 피해야 한다"라는 캐나다 경찰 마이크 생귀네티의 발언으로 촉발되었다. 여성들이 야한 옷을 입고 거리를 행진하는 '슬럿워크' 운동은 여성들의 옷차림이 성범죄를 유발한다는 남성 위주 시각에 대한 저항운동으로서 의미를 가졌다.
2011년 4월에 캐나다 토론토에서는 현지 여성들이 일부러 속옷 차림 등 노출이 과도한 옷을 입고 '내 마음대로 입을 권리', '성범죄의 책임은 가해자' 등을 외치며 거리시위를 벌였고, 이후 미국 보스턴, 영국 런던, 호주 시드니 등에서도 비슷한 시위가 잇따랐다.

### 대한민국
대한민국에서의 잡년행진은 '고려대 의대생 성추행 사건'과 관련해 2011년 6월에 시작되었는데, 누리꾼들이 잇따라 고려대학교 앞에서 '슬럿워크 1인 시위'를 벌였고, 이들은 노출이 심한 옷을 입고 '어떤 옷차림이든 성추행·성폭력을 허락하는 건 아니다' 등의 피켓을 들었다.
2011년 7월 16일, 소위 '야한' 옷을 입은 10여 명의 참가자들은 오후 2시 서울 안암동 고려대학교에서 '고려대 의대생 성추행 사건'에 항의한 뒤 오후 4시부터는 100여 명이 참가한 가운데 광화문 원표공원에서 '막춤'을 추며 새로운 형태의 항의를 시작했다. 참가자들은 가슴이 파인 옷·짧은 치마 등 남성의 눈길을 끄는 옷들을 주로 착용하였는데, 망사 스타킹을 신은 사람도 있었고, 상의를 벗고 브래지어만 입은 여성도 있었고, 짧은 치마를 입고 여장을 한 남성 참가자도 있었다. 이들은 '옷은 양념이 아니다. 그녀는 먹을 것이 아니다' 등의 현수막을 들고 행진했다. 이 시위는 트위터상에 '슬럿워크'에 대한 글을 올린 여성이 광화문 원표공원에 집회신고를 하고, 트위터상에서 '슬럿워크'에 대해 함께 논의하던 사람들이 자연스레 모여들어 시작되었다.

## 같이 보기
- 피해자 비난

## 관련 기사
- 박희정. 그들에게 경고하시오, ‘성추행 말라!’고. 일다. 2012년 5월 28일.
- 이충열. 어떤 현대미술 전시보다도 더 ‘현대미술’적인. 일다. 2012년 6월 16일.